# Michelangelo Tonti
Michelangelo Tonti (Rimini, 1566 - Roma, 21 de abril de 1622) foi um cardeal do século XVII.

## Biografia
Nasceu em Rimini em No final de 1566. De família modesta originária de Cesena.
Estudou na Universidade de Bolonha, onde obteve o doutorado em direito; ele também estudou música..
Foi para Roma e tornou-se organista no hospital de S. Rocco a Ripetta. Procurador de causas de Francesco Borghese, irmão do Cardeal Camillo Borghese, futuro Papa Paulo V. Auditor geral do Cardeal Scipione Caffarelli-Borghese. Auditor da Câmara Apostólica (?). Cânone da basílica patriarcal de Latrão, Roma..
Eleito arcebispo titular de Nazaré, retendo seu canonato por três meses, 5 de novembro de 1608. Consagrado, domingo, 16 de novembro de 1608, Capela Sistina, Roma, por Fabio Biondi, patriarca latino titular de Jerusalém, assistido por Metello Bichi, bispo de Sovana , e por Giambattista Leni, bispo de Mileto..
Criado cardeal sacerdote no consistório de 24 de novembro de 1608; recebeu o chapéu vermelho em 29 de novembro de 1608; e o título de S. Bartolomeo all'Isola em 10 de dezembro de 1608. Arcipreste da basílica patriarcal da Libéria, Roma. Datário de Sua Santidade por três anos. Transferido para a sé de Cesena, mantendo a sé titular de Nazaré, em 11 de março de 1609. Deixou a Cúria Romana e foi para Cesena quando caiu em desgraça com o Papa Paulo V, em 1612, até a morte do papa; instituiu no Santuário de Loreto, em sua diocese, uma capelania com a obrigatoriedade de celebrar missa diária em sufrágio do Papa Paulo V, seu antigo benfeitor. Participou do conclave de 1621, que elegeu o Papa Gregório XV. Optou pelo título de S. Pietro in Vincoli, em 13 de outubro de 1621..
Morreu em Roma em 21 de abril de 1622. Enterrado na igreja de Santissimo Nome di Gesù , Roma.